# Julián Álvarez
Pour les articles homonymes, voir Álvarez.
Julián Álvarez, né le 31 janvier 2000 à Calchín en Argentine, est un footballeur international argentin. Il joue au poste d'attaquant à l'Atlético de Madrid. Il est champion du monde 2022, titulaire en attaque avec l'Argentine.
Surnommé la Araña (l’Araignée), il fait partie de l'équipe d'Argentine qui remporte la Copa América 2021 et 2024 ainsi que la Coupe du monde 2022. Il est le premier joueur de l'histoire à réaliser un triplé en club (coupe-championnat-Ligue des champions) et à gagner la Coupe du monde durant la même saison (2022-2023).

## Carrière

### En club

#### Jeunesse
Julian Álvarez est originaire de Calchín, village situé à 115 kilomètres de Córdoba. Pendant son enfance, il joue pour le club local, l'Atlético Calchín.
En 2011, à l'âge 11 ans, déjà au -dessus du lot, il est supervisé par un recruteur qui l'emmène faire des essais au Real Madrid. Il est performant, marquant deux fois en cinq matchs lors d'un tournoi de jeunes mais n'est pas conservé en raison de la politique sportive du club qui ne signe que des joueurs âgés de 13 ans minimum,,,.
Il fait également des essais pour Boca Juniors.

#### River Plate
Après des essais en 2015, Álvarez rejoint finalement River Plate, le club « de cœur » de la famille, en 2016 à l'âge de 16 ans, participant notablement à la Generation Adidas Cup avec les équipes de jeunes du club,,.
Álvarez est promu dans l'équipe première de River Plate sous la direction de Marcelo Gallardo pendant la saison 2018–2019. Il fait ses débuts professionnels à 18 ans le 27 octobre 2018 lors d'un match de Primera División contre Aldosivi. Il remplace Rodrigo Mora lors d'une victoire 1–0,,. Le 9 décembre 2018, Álvarez remporte la Copa Libertadores avec River Plate contre le grand rival Boca Juniors, rentrant en jeu lors du match retour (3-1).
Álvarez marque le premier but de sa carrière professionnelle le 17 mars 2019, marquant lors d'une victoire 3-0 en championnat contre Independiente. En décembre 2019, il marque lors de la finale de la Coupe d'Argentine contre Central Córdoba, finale remportée par River 3-0.
En 2020, Álvarez inscrit cinq buts en six rencontres de la phase de groupes de la Copa Libertadores.
Il remporte le championnat d'Argentine 2021 à 3 journées de la fin et est sacré meilleur buteur avec 18 buts en 25 matchs.
En 2021, il se place en tête du classement des passeurs décisifs parmi les joueurs de moins de 21 ans sur l'année, devant Phil Foden, Charles De Ketelaere ou encore Jadon Sancho. À seulement 21 ans, il est désigné meilleur footballeur sud-américain de l'année 2021. Il reçoit 28 % des votes, devançant Gabriel Barbosa (21 %), Gustavo Gómez (14 %), Hulk (13 %) et Giorgian De Arrascaeta (5,5 %).
Le 25 mai 2022, Álvarez marque six buts pour River Plate lors d'une victoire 8-1 contre Alianza Lima dans la Copa Libertadores. Il devient ainsi le premier joueur de l'histoire du club à marquer six buts lors d'un match officiel, et le deuxième dans l'histoire de la Copa Libertadores, égalant Juan Carlos Sánchez en 1985. Álvarez inscrit son dernier but avec River le 3 juillet 2022 contre Huracán (défaite 3-2) pour son avant-dernier match. Avec 54 buts, il est le second meilleur buteur de l'ère Marcelo Gallardo à la tête des millonario, à un but de Rafael Santos Borré (55 buts).

#### Manchester City
Le 31 janvier 2022, jour de son 22e anniversaire, il est confirmé qu'Álvarez a signé pour les champions de la Premier League Manchester City avec un contrat de cinq ans et demi. Le joueur reste cependant à River Plate en prêt jusqu'en juillet. Le club mancunien débourse environ 23 millions d'euros pour payer la clause libératoire du joueur. Après l'élimination en huitièmes de finale de la Copa Libertadores face à Velez Sarsfield, Julian Álvarez rejoint son nouveau club le 8 juillet 2022.
Il marque lors de ses débuts avec sa nouvelle équipe le 30 juillet 2022, lors de la défaite (3-1) face à Liverpool dans le Community Shield 2022. Le 7 août, Álvarez fait ses débuts en Premier League après être entré en jeu à la place de Erling Haaland lors d'une victoire 2–0 à l'extérieur contre West Ham United. Le 31 août, Álvarez marque ses deux premiers buts en Premier League lors d'une victoire 6–0 contre Nottingham Forest au Etihad Stadium. Le 5 octobre, il marque son premier but en Ligue des champions lors d'une victoire 5–0 contre Copenhague.
Le 17 mai 2023, il marque le dernier but dans une victoire 4-0 contre Real Madrid en demi-finale retour de la Ligue des champions, ce qui confirme la qualification de son club pour la finale. Quatre jours plus tard, il marque le seul but d'une victoire 1-0 contre Chelsea pour remporter son premier titre de Premier League, et le troisième consécutif pour son club. Le 3 juin, il remporte la coupe d'Angleterre face au rival Manchester United (2-1). Le 10 juin, il remporte la finale de la Ligue des champions avec son club, malgré le fait qu'il est un remplaçant non utilisé, devenant ainsi parmi les joueurs qui ont remporté la Coupe du monde de la FIFA et la Ligue des champions la même saison, en plus d'avoir remporté la Copa Libertadores. Avec cela, il devient également le premier joueur de l'histoire du football à remporter la Coupe du monde et un triplé continental la même saison.
Un an seulement après son arrivée, Álvarez a déjà remporté toutes les compétitions majeures dans lesquelles il était engagé avec Manchester City.
Pour sa deuxième saison avec les Citizens, il remporte de nouveaux trophées : la Supercoupe de l'UEFA 2023 et la Coupe du Monde des clubs 2023, et donc tous les trophées possibles sur l'année 2023. En finale de la Coupe du monde des clubs, il inscrit deux buts contre Fluminense (4-0), dont le premier après seulement 40 secondes de jeu.
Sur le plan statistique, en 2023, Julian Álvarez aura marqué dans six compétitions différentes (Premier League, Ligue des champions, FA Cup, EFL Cup, Community Shield et la Coupe du monde), plus que tout autre joueur évoluant en Angleterre.

#### Atlético de Madrid
Ne souhaitant plus rester dans l'ombre d'Erling Haaland, Julián Álvarez veut quitter Manchester City. Suscitant l'intérêt de l'Atlético de Madrid mais également du PSG, il choisit le club espagnol où il retrouve plusieurs coéquipiers de la sélection argentine ainsi qu'un compatriote au poste d'entraîneur : Diego Simeone. Le transfert est officialisé le 12 août 2024, l'indemnité de transfert est évaluée à 70 millions d'euros fixes et 20 millions d'euros de bonus. Álvarez signe un contrat de six ans avec le club rojiblanco et porte le numéro 19.
Il marque son premier but pour le club le 15 septembre 2024 contre Valence CF.

### En sélection

#### Équipes de jeunes
En 2018, Julián Álvarez fait partie d'une sélection de joueurs argentins de moins de 20 ans chargée de servir de sparring-partner à l'équipe d'Argentine disputant la Coupe du monde 2018.
Avec l'équipe d'Argentine des moins de 20 ans, il participe au championnat sud-américain des moins de 20 ans en 2019.
En août 2019, il est convoqué par Fernando Batista, qui était auparavant son entraîneur chez les U-20, en équipe d'Argentine olympique (espoirs) pour des matchs amicaux et pour participer aux qualifications pour les Jeux Olympiques 2020.
Il fait partie de la liste de l'équipe d'Argentine olympique pour participer aux Jeux Olympiques de Tokyo en 2020, qui ont été reportés à 2021 en raison de la pandémie de Covid-19. Son club de River Plate refuse cependant de le libérer car la compétition n'est pas organisée par la FIFA et car les huitièmes de finale de la Copa Libertadores se déroulent à la même période.

#### Débuts avec l'équipe d'Argentine
Le 16 mai 2021, il est retenu à 21 ans par l'équipe d'Argentine pour disputer les matchs de qualification pour la Coupe du monde 2022 ainsi que la Copa América. Pour son premier match, il remplace Ángel Di María lors du match de qualification pour la Coupe du monde face au Chili le 4 juin 2021.
Le 10 juillet 2021, Álvarez remporte la Copa América face au Brésil au stade Maracanã. Il s'agit du premier trophée remporté par la sélection nationale depuis la Copa America 1993. Durant la compétition, il ne dispute qu'un seul match face à la Bolivie en phase de groupe.
Le 29 mars 2022, lors de la 18e et dernière journée de la qualification pour la Coupe du monde 2022, Julián Álvarez inscrit son premier but en sélection à la 24e minute de jeu contre l'Équateur.

#### Révélation à la Coupe du monde

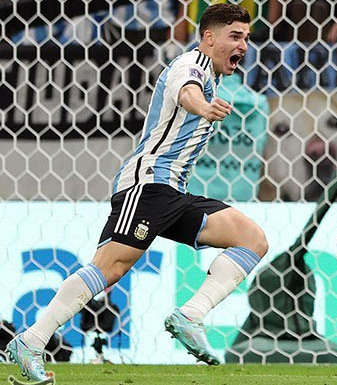
Álvarez avec l'Argentine lors de la Coupe du monde 2022.

Le 11 novembre 2022, il est sélectionné à 22 ans par Lionel Scaloni pour participer à la Coupe du monde 2022. Remplaçant en début de tournoi derrière Lautaro Martínez ou Papu Gómez notamment, il s'impose dans le onze titulaire et se montre décisif à de nombreuses reprises.
Lors du premier match et de la défaite surprise contre l'Arabie saoudite (2-1), il remplace Papu Gómez à la 59e minute. Pour le second match face au Mexique (victoire 2-0), il remplace Lautaro Martínez à la 63e minute. Álvarez est titulaire pour la première fois contre la Pologne et inscrit son premier but dans la compétition à la 67e minute. Il est ensuite titularisé pour le reste des matchs de son équipe, dont les huitièmes et quarts de finale, respectivement face à l'Australie (2-1) et aux Pays-Bas (2-2). Il inscrit le second but face à l'Australie.
En demi-finale face à la Croatie (3-0), il joue en pointe et inscrit un doublé après avoir obtenu un penalty transformé par Lionel Messi. Décisif sur tous les buts, il permet à son équipe de se qualifier pour une 6e finale de Coupe du monde. Pour son premier but il réalise un slalom depuis sa moitié de terrain avant de tromper le gardien.
Il est toujours titulaire lors de la finale face à la France le 18 décembre 2022. Au bout du temps réglementaire les deux équipes se neutralisent (3-3) et doivent se départager aux tirs au but. L'Argentine y décroche sa troisième étoile. Sur le plan individuel Álvarez participe à tous les matchs de son équipe et inscrit 4 buts, ce qui fait de lui le troisième meilleur buteur du tournoi à égalité avec Olivier Giroud et derrière Lionel Messi et Kylian Mbappé.

## Style de jeu
Julian Álvarez est un joueur endurant qui ne compte pas ses efforts pour l'équipe. Dans le style argentin, il est le premier joueur à réaliser le pressing de son équipe en harcelant constamment les défenseurs et gardiens adverses. Lors du mondial 2022, le sélectionneur Lionel Scaloni déclare à son sujet : « Julian est jeune, c’est normal qu’il coure, il a, surtout, cette envie de dévorer le monde ».
Il est également très rapide et puissant malgré sa petite taille (1,70 m), comme le démontre son premier but en demi-finale de la Coupe du monde 2022 contre la Croatie : une course de 60 mètres avec trois défenseurs à ses trousses.
Evoluant principalement au poste d'avant-centre mais parfois aussi sur un côté, il peut évoluer dans de nombreux systèmes.

## Surnom
Julian Álvarez est surnommé la Araña (l’Araignée) depuis ses 4 ans. Ce surnom lui été donné par son frère aîné, Rafael qui l'appelait « El Arañita » (la petite araignée) car selon lui Julián semblait avoir plus de deux jambes lorsqu'il jouait au football : « ses adversaires essayaient toujours de lui prendre le ballon, on aurait dit qu'il avait plusieurs pattes. Il était si petit et ils (ses rivaux) devenaient fous, mais ils ne pouvaient pas lui reprendre le ballon ». Après ses premiers matchs en professionnel, Álvarez commence à célébrer ses buts en imitant Spider-Man lançant sa toile, médiatisant ainsi son surnom et sa célébration.

## Statistiques
| Saison                | Club                  | Championnat           | Championnat | Championnat | Championnat | Coupe(s) nationale(s) | Coupe(s) nationale(s) | Coupe(s) nationale(s) | Supercoupe | Supercoupe | Supercoupe | Compétition(s) continentale(s) | Compétition(s) continentale(s) | Compétition(s) continentale(s) | Compétition(s) continentale(s) | Supercoupe UEFA | Supercoupe UEFA | Supercoupe UEFA | Coupe du monde des clubs | Coupe du monde des clubs | Coupe du monde des clubs | Barrages | Barrages | Barrages | Total | Total | Total |
| Saison                | Club                  | Division              | M.          | B.          | P.d.        | M.                    | B.                    | P.d.                  | M.         | B.         | P.d.       | Comp.                          | M.                             | B.                             | P.d.                           | M.              | B.              | P.d.            | M.                       | B.                       | P.d.                     | M.       | B.       | P.d.     | M.    | B.    | P.d.  |
| 2017-2018             | River Plate FC        | Primera División      | 1           | 0           | 0           | -                     | -                     | -                     | -          | -          | -          | CL                             | 1                              | 0                              | 0                              | -               | -               | -               | -                        | -                        | -                        | -        | -        | -        | 2     | 0     | 0     |
| 2018-2019             | River Plate FC        | Primera División      | 5           | 1           | 1           | 5                     | 1                     | 1                     | -          | -          | -          | CL                             | 5                              | 1                              | 0                              | -               | -               | -               | 1                        | 0                        | 1                        | -        | -        | -        | 16    | 3     | 3     |
| 2019-2020             | River Plate FC        | Primera División      | 7           | 0           | 0           | 9                     | 2                     | 2                     | 1          | 1          | 1          | CL                             | 11                             | 5                              | 2                              | -               | -               | -               | -                        | -                        | -                        | 4        | 1        | 1        | 32    | 9     | 6     |
| 2020-2021             | River Plate FC        | Primera División      | 21          | 18          | 7           | 13                    | 1                     | 6                     | 1          | 2          | 1          | CL                             | 10                             | 2                              | 1                              | -               | -               | -               | -                        | -                        | -                        | 1        | 1        | 0        | 46    | 24    | 15    |
| 2021-2022             | River Plate FC (prêt) | Primera División      | 5           | 3           | 2           | 12                    | 9                     | 2                     | -          | -          | -          | CL                             | 8                              | 6                              | 2                              | -               | -               | -               | -                        | -                        | -                        | 1        | 0        | 0        | 26    | 18    | 6     |
| Sous-total            | Sous-total            | Sous-total            | 39          | 22          | 10          | 39                    | 13                    | 11                    | 2          | 3          | 2          | -                              | 35                             | 14                             | 5                              | 0               | 0               | 0               | 1                        | 0                        | 1                        | 6        | 2        | 1        | 122   | 54    | 30    |
| 2022-2023             | Manchester City       | Premier League        | 31          | 9           | 0           | 7                     | 4                     | 2                     | 1          | 1          | 0          | C1                             | 10                             | 3                              | 2                              | -               | -               | -               | -                        | -                        | -                        | -        | -        | -        | 49    | 17    | 4     |
| 2023-2024             | Manchester City       | Premier League        | 36          | 11          | 9           | 7                     | 1                     | 1                     | 1          | 0          | 0          | C1                             | 7                              | 5                              | 2                              | 1               | 0               | 0               | 2                        | 2                        | 1                        | -        | -        | -        | 54    | 19    | 13    |
| Sous-total            | Sous-total            | Sous-total            | 67          | 20          | 9           | 14                    | 5                     | 3                     | 2          | 1          | 0          | -                              | 17                             | 8                              | 4                              | 1               | 0               | 0               | 2                        | 2                        | 1                        | -        | -        | -        | 103   | 36    | 17    |
| 2024-2025             | Atlético de Madrid    | Liga                  | 37          | 17          | 4           | 7                     | 5                     | 2                     | -          | -          | -          | C1                             | 10                             | 7                              | 1                              | -               | -               | -               | 3                        | 0                        | 1                        | -        | -        | -        | 57    | 29    | 8     |
| 2025-2026             | Atlético de Madrid    | Liga                  | 1           | 1           | 0           | -                     | -                     | -                     | -          | -          | -          | -                              | -                              | -                              | -                              | -               | -               | -               | -                        | -                        | -                        | -        | -        | -        | 1     | 1     | 0     |
| Sous-total            | Sous-total            | Sous-total            | 38          | 18          | 4           | 7                     | 5                     | 2                     | -          | -          | -          | -                              | 10                             | 7                              | 1                              | -               | -               | -               | 3                        | 0                        | 1                        | -        | -        | -        | 58    | 30    | 8     |
| Total sur la carrière | Total sur la carrière | Total sur la carrière | 144         | 60          | 23          | 60                    | 23                    | 16                    | 4          | 4          | 2          | -                              | 62                             | 30                             | 10                             | 1               | 0               | 0               | 6                        | 2                        | 3                        | 6        | 2        | 1        | 283   | 121   | 55    |

### En sélection nationale
| Saison                | Sélection             | Phases finales        | Phases finales | Phases finales | Phases finales | Éliminatoires CDM | Éliminatoires CDM | Éliminatoires CDM | Matchs amicaux | Matchs amicaux | Matchs amicaux | Total | Total | Total |
| Saison                | Sélection             | Compétition           | M              | B              | Pd             | M                 | B                 | Pd                | M              | B              | Pd             | M     | B     | Pd    |
| --------------------- | --------------------- | --------------------- | -------------- | -------------- | -------------- | ----------------- | ----------------- | ----------------- | -------------- | -------------- | -------------- | ----- | ----- | ----- |
| 2020-2021             | Argentine             | Copa América 2021     | 1              | 0              | 0              | 1                 | 0                 | 0                 | -              | -              | -              | 2     | 0     | 0     |
| 2021-2022             | Argentine             | Finalissima 2022      | 1              | 0              | 0              | 5                 | 1                 | 0                 | 1              | 0              | 0              | 7     | 1     | 0     |
| 2022-2023             | Argentine             | Coupe du monde 2022   | 7              | 4              | 0              | -                 | -                 | -                 | 6              | 2              | 0              | 13    | 6     | 0     |
| 2023-2024             | Argentine             | Copa América 2024     | 5              | 2              | 0              | 6                 | 0                 | 0                 | 3              | 0              | 0              | 14    | 2     | 0     |
| 2024-2025             | Argentine             | -                     | -              | -              | -              | 10                | 4                 | 2                 | -              | -              | -              | 10    | 4     | 2     |
| Total sur la carrière | Total sur la carrière | Total sur la carrière | 14             | 6              | 0              | 22                | 5                 | 2                 | 10             | 2              | 0              | 46    | 13    | 2     |

| Buts en sélection de Julian Álvarez | Buts en sélection de Julian Álvarez | Buts en sélection de Julian Álvarez | Buts en sélection de Julian Álvarez                | Buts en sélection de Julian Álvarez | Buts en sélection de Julian Álvarez | Buts en sélection de Julian Álvarez | Buts en sélection de Julian Álvarez |
| 0                                   | Date                                | Sel.                                | Lieu                                               | Adversaire                          | Score                               | Résultat                            | Compétition                         |
| ----------------------------------- | ----------------------------------- | ----------------------------------- | -------------------------------------------------- | ----------------------------------- | ----------------------------------- | ----------------------------------- | ----------------------------------- |
| 1                                   | 29 mars 2022                        | 7                                   | Estadio Monumental, Guayaquil, Équateur            | Équateur                            | 0-1                                 | 1-1                                 | Qualif CDM 2022 zone Am.Sud         |
| 2                                   | 27 septembre 2022                   | 11                                  | Red Bull Arena, Harrison, États-Unis               | Jamaïque                            | 0-1                                 | 0-3                                 | Match amical                        |
| 3                                   | 16 novembre 2022                    | 12                                  | Stade Cheikh-Zayed, Abou Dabi, Émirats arabes unis | Émirats arabes unis                 | 0-1                                 | 0-5                                 | Match amical                        |
| 4                                   | 30 novembre 2022                    | 15                                  | Stade 974, Doha, Qatar                             | Pologne                             | 0-2                                 | 0-2                                 | Coupe du monde 2022                 |
| 5                                   | 3 décembre 2022                     | 16                                  | Stade Ahmad-ben-Ali, Al Rayyan, Qatar              | Australie                           | 2-1                                 | 2-0                                 | Coupe du monde 2022                 |
| 6                                   | 13 décembre 2022                    | 18                                  | Stade de Lusail, Lusail, Qatar                     | Croatie                             | 2-0                                 | 3-0                                 | Coupe du monde 2022                 |
| 7                                   | 13 décembre 2022                    | 18                                  | Stade de Lusail, Lusail, Qatar                     | Croatie                             | 3-0                                 | 3-0                                 | Coupe du monde 2022                 |
| 8                                   | 20 juin 2024                        | 32                                  | Mercedes-Benz Stadium, Atlanta, États-Unis         | Canada                              | 1-0                                 | 2-0                                 | Copa América 2024                   |
| 9                                   | 9 juillet 2024                      | 35                                  | MetLife Stadium, East Rutherford, États-Unis       | Canada                              | 1-0                                 | 2-0                                 | Copa América 2024                   |
| 10                                  | 5 septembre 2024                    | 37                                  | Stade Monumental, Buenos Aires, Argentine          | Chili                               | 2-0                                 | 3-0                                 | Qualif CDM 2026 zone Am.Sud         |
| 11                                  | 16 octobre 2024                     | 40                                  | Stade Monumental, Buenos Aires, Argentine          | Bolivie                             | 3-0                                 | 6-0                                 | Qualif CDM 2026 zone Am.Sud         |
| 12                                  | 25 mars 2025                        | 44                                  | Stade Monumental, Buenos Aires, Argentine          | Brésil                              | 1-0                                 | 4-1                                 | Qualif CDM 2026 zone Am.Sud         |
| 13                                  | 5 juin 2025                         | 45                                  | Stade national, Ñuñoa, Chili                       | Chili                               | 0-1                                 | 0-1                                 | Qualif CDM 2026 zone Am.Sud         |

## Palmarès

### En club
| River Plate (6) : | Manchester City (6) : |
| --- | --- |
| - Championnat d'Argentine (1) : - Champion : 2021 - Coupe d'Argentine (1) : - Vainqueur : 2019 - Supercoupe d'Argentine (2) : - Vainqueur : 2019 et 2021 - Copa Libertadores (1) : - Vainqueur : 2018 - Recopa Sudamericana (1) : - Vainqueur : 2019 | - Premier League (2) : - Champion : 2023 et 2024 - Coupe d'Angleterre (1) : - Vainqueur : 2023 - Ligue des champions (1) : - Vainqueur : 2023 - Supercoupe de l'UEFA (1) : - Vainqueur : 2023 - Coupe du monde des clubs (1) : - Vainqueur : 2023 |

### En sélection nationale
| Argentine (4) : |
| --- |
| - Coupe du monde (1) : - Vainqueur : 2022 - Copa America (2) : - Vainqueur : 2021 et 2024 - Coupe des champions CONMEBOL–UEFA (1) : - Vainqueur : 2022 |

### Distinctions personnelles
- Meilleur footballeur sud-américain de l'année en 2021
- Meilleur buteur du championnat d'Argentine en 2021 (18 buts)
- 7e au classement du Ballon d'Or en 2023[47]
- Co-meilleur buteur de la Coupe du monde des clubs 2023 (2 buts)